# Anthropoides
Pour les articles homonymes, voir Anthropoïdes.

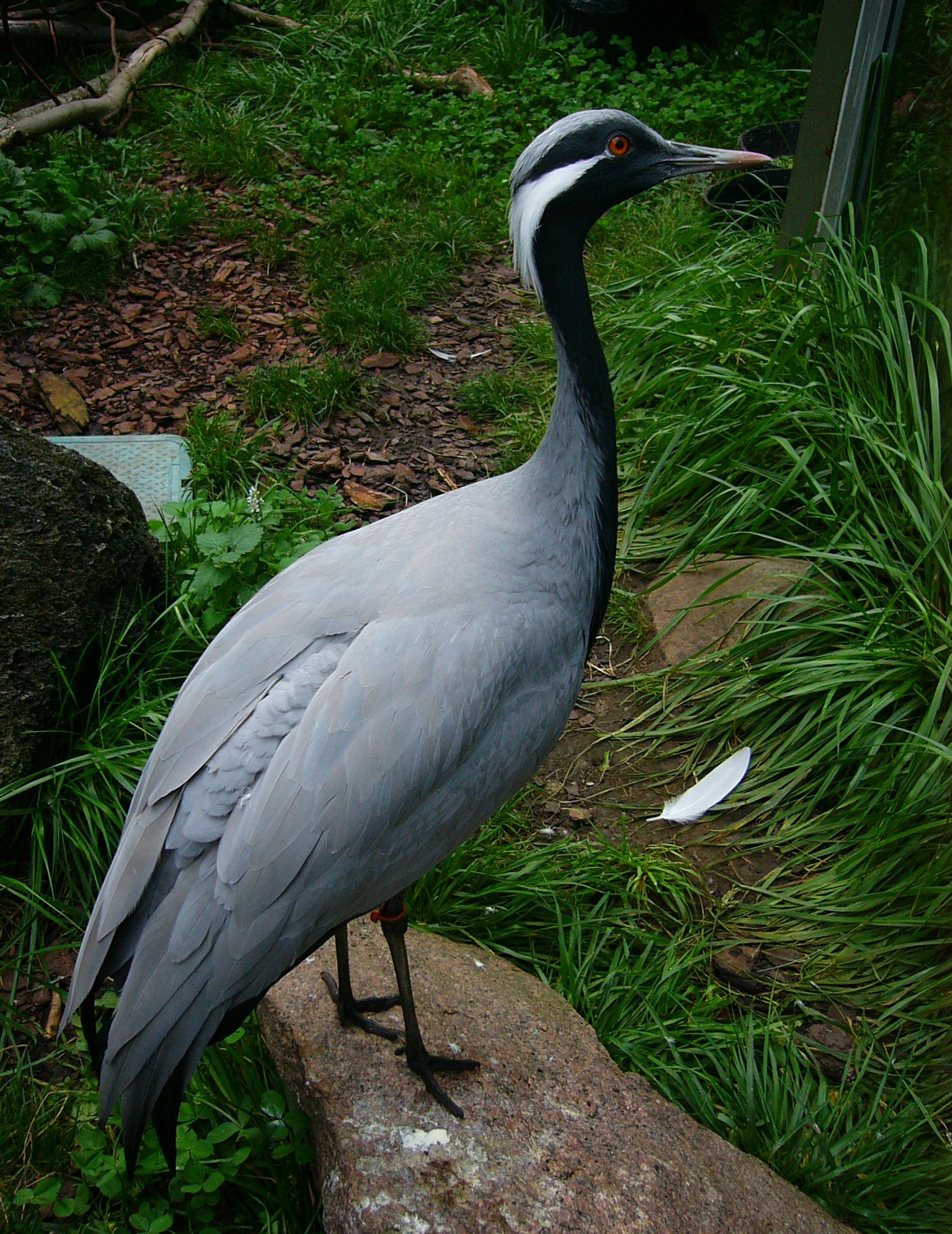
Grue demoiselle (autrefois Anthropoides virgo)

Le genre Anthropoides regroupait deux espèces de grues de taille relativement modeste. Des études génétiques ont montré que ce genre n'avait pas de raison d'être (Krajewski 2010). Ce genre a disparu de la classification du Congrès ornithologique international à la version 2.6 (2010), et les deux espèces qu'elle contenait ont été transférées dans le genre Grus.

## Liste des espèces
D'après la classification de référence (version 2.5, 2010) du Congrès ornithologique international (ordre phylogénique) :
- Anthropoides virgo – Grue demoiselle
- Anthropoides paradiseus – Grue de paradis